# Заєзьоже (Сандомирський повіт)
Заєзьоже (пол. Zajeziorze) — село в Польщі, у гміні Самбожець Сандомирського повіту Свентокшиського воєводства.
Населення — 521 особа (2011).
У 1975-1998 роках село належало до Тарнобжезького воєводства.

## Демографія
Демографічна структура на день 31 березня 2011 року:
|          | Загалом | Допрацездатний вік | Працездатний вік | Постпрацездатний вік |
| -------- | ------- | ------------------ | ---------------- | -------------------- |
| Чоловіки | 259     | 54                 | 173              | 32                   |
| Жінки    | 262     | 44                 | 151              | 67                   |
| Разом    | 521     | 98                 | 324              | 99                   |